# Port lotniczy Larnaka
Port lotniczy Larnaka – międzynarodowy port lotniczy położony 8 km na południe od Larnaki. Jest największym portem lotniczym na Cyprze.

## Linie lotnicze i połączenia
| Linia lotnicza                  | Kierunek |
| ------------------------------- | --- |
| Aegean Airlines                 | 1. Ateny 2. Rzym-Fiumicino (od 1 kwietnia 2025) 3. Saloniki 4. Tel Awiw Sezonowe czartery: 1. Erywań |
| Air Serbia                      | 1. Belgrad |
| airBaltic                       | 1. Ryga |
| airHaifa                        | 1. Hajfa |
| Animawings                      | 1. Bukareszt (od 3 marca 2025) |
| Arkia Israel Airlines           | 1. Tel Awiw |
| Austrian Airlines               | 1. Wiedeń |
| Avion Express                   | Sezonowe czartery: 1. Wilno |
| BH Air                          | Sezonowe czartery: 1. Burgas 2. Skopje 3. Sofia |
| Bluebird Airways                | 1. Tel Awiw |
| Braathens International Airways | Sezonowe czartery: 1. Bergen 2. Billund 3. Kopenhaga 4. Helsinki 5. Göteborg 6. Stavanger 7. Sztokholm-Arlanda 8. Trondheim 9. Umeå |
| British Airways                 | 1. Londyn-Gatwick 2. Londyn-Heathrow |
| Buzz                            | Sezonowe czartery: 1. Katowice 2. Poznań 3. Warszawa-Chopin 4. Wrocław |
| Chair Airlines                  | Sezonowo: 1. Zurych |
| Condor                          | Sezonowo: 1. Düsseldorf (powrót od 3 maja 2025) 2. Frankfurt (powrót od 2 maja 2025) 3. Zurych |
| Corendon Airlines Europe        | Sezonowo: 1. Tel Awiw |
| Cyprus Airways                  | 1. Ateny 2. Bejrut 3. Dubaj 4. Mediolan-Malpensa 5. Tel Awiw Sezonowo: 1. Barcelona 2. Heraklion 3. Paryż-Charles de Gaulle 4. Preweza 5. Rodos 6. Santorini 7. Skiathos 8. Wenecja (od 30 maja 2025) |
| Dan Air                         | 1. Bukareszt (od 13 kwietnia 2025) |
| Discover Airlines               | 1. Frankfurt (od 26 października 2025) |
| easyJet                         | 1. Amsterdam 2. / Bazylea 3. Berlin 4. Londyn-Gatwick 5. Londyn-Luton Sezonowo: 1. Belfast-International 2. Birmingham 3. Bristol 4. Glasgow 5. Liverpool 6. Manchester (od 25 czerwca 2025) 7. Mediolan-Malpensa 8. Nantes 9. Paryż-Charles de Gaulle |
| Edelweiss Air                   | 1. Zurych |
| EgyptAir                        | 1. Kair |
| El Al                           | 1. Tel Awiw |
| Emirates                        | 1. Dubaj 2. Malta |
| Enter Air                       | Sezonowo: 1. Gdańsk Sezonowe czartery: 1. Katowice 2. Poznań 3. Warszawa-Okęcie |
| Eurowings                       | 1. Düsseldorf Sezonowo: 1. Berlin 2. Kolonia/Bonn 3. Graz 4. Hamburg 5. Praga 6. Salzburg 7. Sztokholm-Arlanda 8. Stuttgart |
| Finnair                         | Sezonowo: 1. Helsinki |
| Fly Lili                        | Sezonowe czartery: 1. Tel Awiw |
| FlyOne                          | 1. Erywań 2. Kiszyniów |
| FLYYO                           | Sezonowe czartery: 1. Tel Awiw |
| Georgian Airways                | 1. Tbilisi |
| Gulf Air                        | 1. Bahrajn |
| Helvetic Airways                | Sezonowo: 1. Berno 2. Zurych |
| Heston Airlines                 | Sezonowe czartery: 1. Tallinn |
| HiSky                           | Sezonowe czartery: 1. Bukareszt 2. Kluż-Napoka |
| Israir Airlines                 | 1. Tel Awiw Sezonowo: 1. Hajfa |
| Jazeera Airways                 | Sezonowo: 1. Kuwejt |
| Jet2.com                        | Sezonowo: 1. Birmingham 2. Bristol 3. East Midlands 4. Edynburg 5. Glasgow 6. Leeds/Bradford 7. Londyn-Stansted 8. Manchester 9. Newcastle |
| Jettime                         | Sezonowe czartery: 1. Aalborg 2. Billund 3. Kopenhaga 4. Helsinki 5. Luleå 6. Malmö 7. Norrköping 8. Örebro 9. Oslo-Gardermoen 10. Växjö |
| LOT                             | 1. Warszawa-Okęcie Sezonowe czartery: 1. Katowice |
| Lufthansa                       | 1. Frankfurt (do 25 października 2025) 2. Monachium |
| Middle East Airlines            | 1. Bejrut |
| Neos                            | Sezonowo: 1. Tel Awiw |
| Norwegian Air Shuttle           | 1. Kopenhaga 2. Oslo-Gardermoen Sezonowo: 1. Helsinki 2. Sztokholm-Arlanda Sezonowe czartery: 1. Trondheim |
| Qatar Airways                   | 1. Doha |
| Royal Jordanian                 | 1. Amman |
| Ryanair                         | 1. Wiedeń |
| Saudia                          | Sezonowo: 1. Rijad (powrót od 17 czerwca 2025) |
| SAS                             | Sezonowo: 1. Kopenhaga 2. Oslo-Gardermoen 3. Sztokholm-Arlanda Sezonowe czartery: 1. Bergen 2. Göteborg |
| Sky Express                     | 1. Ateny 2. Saloniki Sezonowo: 1. Heraklion |
| SkyUp Airlines                  | 1. Kiszyniów (od 17 kwietnia 2025) |
| SmartLynx                       | Sezonowe czartery: 1. Tallinn |
| Smartwings                      | Sezonowo: 1. Bratysława 2. Brno 3. Koszyce 4. Praga Sezonowe czartery: 1. Katowice (od 29 kwietnia 2025) 2. Warszawa-Okęcie (od 27 maja 2025) |
| Sun d’Or                        | 1. Tel Awiw |
| Sunclass Airlines               | Sezonowe czartery: 1. Billund 2. Kopenhaga 3. Göteborg 4. Helsinki 5. Malmö 6. Norrköping 7. Örebro (powrót od 11 sierpnia 2025) 8. Oslo-Gardermoen 9. Oslo-Torp 10. Sztokholm-Arlanda 11. Växjö |
| Swiss International Air Lines   | Sezonowo: 1. Genewa |
| Transavia                       | 1. Amsterdam Sezonowo: 1. Marsylia (od 13 lipca 2025) 2. Paryż-Orly |
| TUI Airways                     | Sezonowo: 1. Belfast-International 2. Birmingham 3. Bristol 4. Cardiff 5. Dublin 6. East Midlands 7. Londyn-Gatwick 8. Manchester 9. Newcastle |
| TUI fly Belgium                 | Sezonowo: 1. Bruksela |
| TUI fly Deutschland             | Sezonowo: 1. Düsseldorf 2. Frankfurt 3. Hanower |
| TUI fly Nordic                  | Sezonowe czartery: 1. Billund 2. Göteborg 3. Norrköping 4. Sztokholm-Arlanda |
| Tus Airways                     | 1. Tel Awiw |
| Universal Air                   | Sezonowe czartery: 1. Tel Awiw |
| Wizz Air                        | 1. Abu Zabi 2. Ateny 3. Belgrad 4. Bukareszt 5. Budapeszt 6. Kiszyniów (od 29 lipca 2025) 7. Gdańsk 8. Giza 9. Jassy 10. Katowice 11. Kraków 12. Kutaisi 13. Londyn-Gatwick 14. Londyn-Luton 15. Mediolan-Malpensa 16. Praga 17. Rzym-Fiumicino 18. Sofia 19. Tel Awiw 20. Saloniki 21. Wilno 22. Warszawa-Okęcie 23. Warszawa-Radom 24. Wrocław 25. Erywań Sezonowo: 1. Paryż-Beauvais 2. Kluż-Napoka 3. Debreczyn 4. Wiedeń |